# 漢語系語彙
Sino-Xenic (Sinoxenic, SX) すなわち、漢語系語彙（かんごけいごい）とは、漢字文化から大きな影響を受けた語彙体系の総称である。単に漢語（または字音語）と呼ぶこともあるが、本来「漢語」とは漢民族が母語である中国語を自称する際の用語である。“Sino-Xenic”という用語は、アメリカの言語学者・サミュエル・マーティンの造語であり、“sin(o)-”（「シナの」「漢の」）、“xen(o)-”（「外来の」「異種な」）、“-ic”（形容詞をつくる接尾辞）がその語源である。Sino-Xenicの概念が適用される言語は、もっぱら日本語、朝鮮語、ベトナム語という3種類の言語である。これらの言語は、中国語が属するシナ語派と親族関係にないにもかかわらず、古来から固有語を席捲するほど多数の語彙を中国語から借用してきたという共通点があり、それぞれに類似・相同した漢字の字音を共有している。

## 3種の漢語系語彙
漢語系語彙は、以下の3種類が代表的である。
- 日本語における漢語系語彙（Sino-Japanese, SJ） - 漢語を参照。
- 朝鮮語における漢語系語彙（Sino-Korean, SK） - 漢字語 (朝鮮語)を参照。
- ベトナム語における漢語系語彙（Sino-Vietnamese, SV） - 漢越語を参照。

これら言語における漢字の字音は、古い中国語の特徴をしばしば化石的に残存させており、歴史的な古代音を再構する音韻学において重要な手がかりとなることもある。
例えば、「急」という漢字は、中古音で「急（IPA: [kip]）」であり、現代北京語の「急（IPA: [ʨi]、拼音: jí）」よりも、日本語の「急（漢音：キフ）」、朝鮮語の「急（IPA: [kɯp̚]、ハングル: 급）」、ベトナム語の「急（IPA: [kɛp]、クオック・グー：kép）」などの方がむしろ中古音の発音をよく残していることがわかる。
また、日本語において「熟語」と称される複数の漢字から構成される表現は、漢籍と呼ばれる古い中国語（漢文）の文章に出典のあるものが多い。例えば、「学習」（日本語漢音: ガクシフ、朝鮮語: 學習（학습）（IPA: [hak̚ sɯp̚]）、ベトナム語: 學習（học tập）（IPA: [hɔ̰k tɜ̰p]））という語は、論語の「學而時習之」がその出典とされている。

## 漢語系語彙と文法
漢語系語彙の母体である中国語は、孤立語であり品詞の境界が比較的曖昧であるが、体言と用言の区別が厳密な日本語や朝鮮語においては漢語系語彙はもっぱら名詞として扱われることが多い。これらの言語において、漢語系語彙を用言として用いる場合は、日本語における「-する」、「-だ」、朝鮮語における「-하다」（IPA: [hada]）のようなある種の接辞が必要とされる。
中国語と同様、孤立語に分類されるベトナム語においては、漢語系語彙を使用する上で構造上の制約が少ない。借用の程度は、日本語・朝鮮語と比較しても相当大きなものであり、文法的な虚辞にまで漢語系語彙の影響が強く認められるという。

## 文化圏をなす漢語系語彙

### 教養語彙としての漢語系語彙
東アジアの歴史において中華文明の存在感は圧倒的であり、周辺の国々に文化、思想、言語などに大きな影響を与えてきた。この中で日本、朝鮮、ベトナムに代表される諸地域は、中国の先進的な文化をとりいれる過程で漢字文化を模倣するようになった。
古代より中国と文明的落差があったこれらの地域は、文化的に高級な概念を漢字という形で語彙体系の中に借用してきた歴史がある。だからこれらの言語における漢語系語彙は、抽象的で難解である傾向があり、一種の「教養語彙（learned vocabulary）」を担ってきたという。
近代の日本において、文化的模倣の対象が中国から西欧に移り、大量の近代的概念を西欧語から翻訳する必要に迫られた際も、固有語よりもむしろ教養語彙である漢語系語彙が積極的に導入され、おびただしい数の「新漢語」が誕生した。このような語彙は「和製漢語」などと総称されており、漢語の本場たる中国に逆輸出され、漢字文化圏にある朝鮮、ベトナムにおいても定着した語が多い。

### 漢語系語彙の将来
日本語、朝鮮語、ベトナム語は、かなり古い時期より漢字をその体系ごと借用してきた。これらの言語は、いわゆる漢字文化を共有しており、「漢字あってこその語彙体系である」と言っても過言ではない。
したがって南北朝鮮やベトナムにおいて表記手段としての漢字が失われつつある現代においては、漢語系語彙が今後どのように展開するかが注目されている。一説には便利のよい形態素として存続すると言われるが、漢字という語彙体系の本幹を失ったこれら言語のたどるであろう道筋は興味深い問題であるといえる。